# Dicranophragma (Dicranophragma) karma
Dicranophragma (Dicranophragma) karma is een tweevleugelige uit de familie steltmuggen (Limoniidae). De soort komt voor in het Oriëntaals gebied.